# Antoine Cariol
Antoine Cariol (1er mars 1768 - 13 juin 1810), dit Cariol aîné, était membre du Comité révolutionnaire de Gannat. Par décision du directoire du district de Gannat en date du 6 floréal an II (25 avril 1794), il fut chargé de l'application de la loi révolutionnaire du 12 pluviôse an II (31 janvier 1794) sur la destruction des signes de féodalité. Entre le 17 mai et le 23 juin 1794, il a visité un grand nombre de châteaux dans la région de Gannat, dont ceux de Jenzat, de Broût-Vernet et d'Escurolles. Son but était avant tout d'éliminer des châteaux les éléments de défense.
Il effectua sa mission consciencieusement et les procès-verbaux détaillés de ses visites de châteaux, conservés aux Archives départementales de l'Allier, sont des documents précieux sur l'état de ces demeures au moment de la Révolution. Sur son ordre ou à la suite de ses visites, des destructions d'éléments défensifs ou symboliques considérés comme des « emblèmes de féodalité » mutilèrent plus ou moins gravement ces châteaux.
En 1790, il se marie à Florence Baste, comme lui de Gannat, dont le père était instituteur dans cette ville. Le couple a eu sept enfants, dont cinq sont morts avant l'âge de 2 ans.

## Châteaux visités par Antoine Cariol
(Liste non exhaustive)
- Biozat, château (10 prairial an II).
- Charmes, maison forte de Chezelle (6 prairial an II).
- Charmes, maison forte de Montluisant (6 prairial an II).
- Cognat-Lyonne, château de Lyonne (28 floréal an II).
- Cognat-Lyonne, château de Rilhat, alors appelé Reillat (8 prairial an II).
- Ébreuil, château du Châtelard[4] (4 messidor an II).
- Escurolles, château des Granges[2] (28 floréal an II). Suites : tour d'angle découronnée, fossés en partie comblés[5].
- Mazerier, château de Langlard[6] (29 prairial an II). Suites : les quatre tours sont arasées à la hauteur des murailles.
- Mazerier, château de La Motte-Mazerier (29 prairial an II).
- Saulzet, château de Beauverger (10 prairial an II).
- Veauce, château (2 messidor an II).
- Vendat, château (1er prairial an II).
- Vicq, château de La Mothe (3 messidor an II).
- Vicq, château de Beaurepaire (3 messidor an II).